# 連邦労働党 (バハマ)
連邦労働党（れんぽうろうどうとう、英語: Commonwealth Labour Party）は、かつて存在したバハマの小政党。1972年バハマ総選挙で立候補者を出したが254票しか獲得できず落選した。